# Herguijuela del Campo
Herguijuela del Campo település Spanyolországban, Salamanca tartományban. Herguijuela del Campo Endrinal, Monleón, Linares de Riofrío, Escurial de la Sierra, Barbalos, Narros de Matalayegua és La Sierpe községekkel határos. Lakosainak száma 62 fő (2024).

## Népesség
A település népessége az elmúlt években az alábbi módon változott:
| Lakosok száma | 126  | 118  | 110  | 108  | 103  | 94   | 82   | 80   | 68   | 62   |
|               | 2001 | 2004 | 2007 | 2009 | 2012 | 2014 | 2017 | 2019 | 2022 | 2024 |